# Mibefradyl
Mibefradyl (łac. mibefradilum) – wielofunkcyjny organiczny związek chemiczny, będący pochodną naftalenu, lek w przeszłości stosowany w leczeniu nadciśnienia tętniczego oraz choroby niedokrwiennej serca, obecnie wycofany z rynku z powodu licznych niebezpiecznych interakcji farmakologicznych, o działaniu blokującym szybkie kanały wapniowe typu T.

## Historia
Mibefradyl został zarejestrowany w czerwcu 1997 i wprowadzony na rynek sierpniu 1997. W czerwcu 1998 wycofany z rynku przez producenta Roche Laboratories of Nutley na wniosek FDA z powodu licznych zagrażających życiu interakcji farmakologicznych.

## Mechanizm działania
Mibefradyl jest antagonistą kanału wapniowego działającym na szybkie kanały wapniowe typu T (CACNA1G, CACNA1H oraz CACNA1I), którego maksymalny efekt następuje po 2,4 godzinach od podania. Mibefradyl jest silnym inhibitorem cytochromu P450 (2D6, 3A4).

## Zastosowanie
- nadciśnienie tętnicze[8]
- choroba niedokrwienna serca[8]

## Działania niepożądane
Mibefradyl może powodować następujące poważne działania niepożądane:
- zahamowanie węzła zatokowo-przedsionkowego[5]
- bradykardia (do 30–40 uderzeń na minutę)[5]
- interakcje farmakologiczne o różnym nasileniu z 898 lekami[9]